# Салиџент (Алабама)
Салиџент (енгл. Sulligent) град је у америчкој савезној држави Алабама. По попису становништва из 2010. у њему је живело 1.927 становника.

## Демографија
Према попису становништва из 2010. у граду је живело 1.927 становника, што је 224 (10,4%) становника мање него 2000. године.
| Група             | 2000.         | 2010.         |
| Белци             | 1.641 (76,3%) | 1.503 (78,0%) |
| Афроамериканци    | 469 (21,8%)   | 371 (19,3%)   |
| Азијати           | 0 (0,0%)      | 0 (0,0%)      |
| Хиспаноамериканци | 34 (1,6%)     | 15 (0,8%)     |
| Укупно            | 2.151         | 1.927         |